# Габриела Магрини
Габриела Магрини (на италиански: Gabriella Magrini) е италианска журналистка и писателка, авторка на произведения в жанровете любовен роман и романтичен трилър. Пише исторически романи под псевдонима Дениз Картие (на английски: Denise Cartier).

## Биография и творчество
Габриела Магрини е родена 14 ноември 1926 г. в Милано, Италия. Завършва журналистика и философия. Работи като редактор на седмичника „Ана“, а след това сътрудничи на няколко други списания.
Първата ѝ книга Belle oggi e domani („Красиви днес и утре“) е публикувана през 1969 г.
Габриела Магрини живее със семейството си в Милано.

## Произведения

### Като Габриела Магрини

#### Самостоятелни романи
- Infanzia di una moglie (1974)
- Lunga giovinezza (1976)
- Astri e Bellezza (1977)
- Mille autunni (1985) – награда на Рим
- La dame de Kyoto (1989)
- Incontro al destino (1990)
- Magique (1995)
- Come un diamante (1999)
Диамантената лейди: Историята на една изключителна жена, ИК „Бард“, София (2000), прев. Екатерина Кузманова
- Il falò delle bugie (2001)
- La voce delle sirene (2002)
- Amiche per sempre (2005)
- La dama che amò due principi (2006)
- Le parole che mi hai scritto (2007)
- Nelle mie mani (2008)
- Il passo dell'angelo (2012)
- Le quattro casalinghe di Bergamo (2016)

#### Документалистика
- Belle oggi e domani (1969)
- Il maschio bello. Guida per l'uomo d'oggi (1981)
- Protagonisti della bellezza (1996)

### Като Дениз Картие

#### Самостоятелни романи
- Le passioni di Madame de Lenclos (2008)
- Nel cuore del re (2010)
- Un sogno oltre il mare (2011)